# Kalbe (Milde)
Kalbe (Milde) (wym. MAF: [ˈkalbə], posłuchajⓘ; do 1952 Calbe an der Milde) − miasto w Niemczech, w kraju związkowym Saksonia-Anhalt w powiecie Altmarkkreis Salzwedel.
1 stycznia 2011 do miasta włączono gminy Jeggeleben, Badel i Zethlingen.

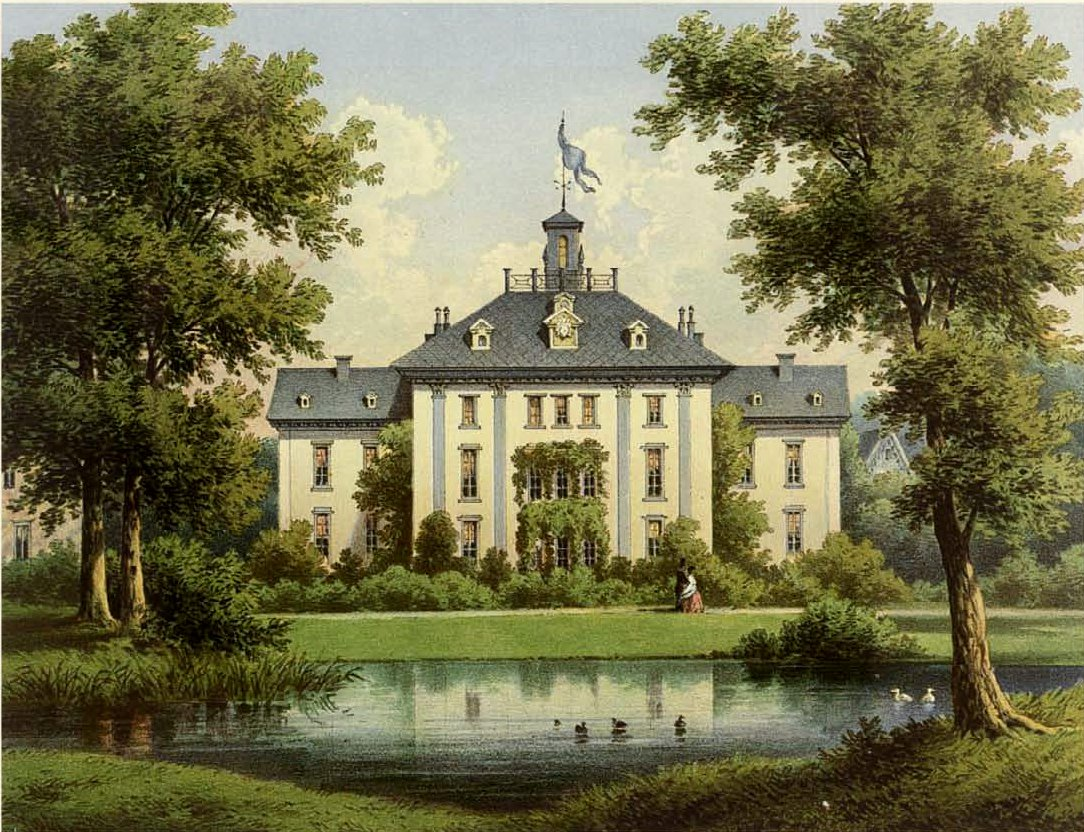
Palac Kalb, Alexander Duncker